# Ти (кана)
ち в хирагане и チ в катакане — символы японской каны, используемые для записи ровно одной моры. В системе Поливанова записывается кириллицей как «ти». В записи латиницей записывается как «ti» в Кунрэй-сики и Ниппон-сики, также записывается как «сhi» в системе Хэпбёрна. В международном фонетическом алфавите звучание записывается: МФА: [t͡ɕi]о файле либо [tʃi]. В современном японском языке находится на семнадцатом месте в слоговой азбуке, после た и перед つ.

## Происхождение
ち произошёл от кандзи 知, а チ от кандзи 千.

## Написание
|  |  |

## Коды символов вкодировках
- Юникод:
  - ち: U+3061,
  - チ: U+30C1.